# چستلاین (ایلینوی)
چستلاین (به انگلیسی: Chestline) یک منطقهٔ مسکونی در ایالات متحده آمریکا است که در شهرستان آدامز، ایلینوی واقع شده‌است. چستلاین ۲۱۷٫۹۳ متر بالاتر از سطح دریا واقع شده‌است.